# Zitto Segovia
Ramón Andrés Segovia, apodado "Zitto" Segovia, (Resistencia, 19 de julio de 1953 - Bella Vista, 8 de septiembre de 1989), fue un cantautor argentino, reconocido como figura emblemática de la música folclórica chaqueña. Hizo sus primeros pasos en el dúo Las Voces del Quebrachal, conformó en México el trío Los Huincas, y cuando falleció (a los 36 años) integraba La Nueva Trova Chaqueña. Su temprana muerte lo sorprendió mientras era indicado como una de las promesas renovadoras de la música litoraleña. Su celebración más recordada es el premio de Revelación y Consagración que se le otorgó en el Festival de Cosquín de 1989.

## Biografía
Nacido en la ciudad de Resistencia y bautizado con el nombre de su padre, Zitto Segovia era hijo de Petrona Alegre y Ramón de la Rosa Segovia, conocido en el ambiente musical por ser el guitarrista del grupo Marcos Bassi. Su seudónimo, es una reformulación del sufijo diminutivo de su nombre, ya que de Ramoncito (como lo nombraban para diferenciarlo del padre), saldría el hipocorístico Zitto. Conformó junto a Tito Gómez el dúo Las Voces del Quebrachal, donde Zitto conformaba la segunda voz. A mediados de 1975 viajaron hacia Buenos Aires. El dúo volvió a Resistencia y se disolvió en 1976, al no poder mantener la carga económica que implicaban sus familias recién formadas. En 1979 viajó a México, invitado por el Fondo Nacional de las Artes, pero nuevamente regresó al Chaco a fines de 1980. Allí consiguió grabar un long play como solista, compartiendo dicho disco con Aldin Mitre. Se reconoce ésta como su mejor etapa, cuando musicalizó letras de conocidos autores locales, utilizando un ritmo que él popularizó: la zemba o charanda, cercano al chamamé tanto en sus orígenes como zona de influencia. Las dos canciones más conocidas que el interpretó, de este género son: "Charanda Negra" y "Charanda de la Libertad". En 1986 llegó su reconocimiento nacional cuando ganó en el Festival de Cosquín el premio a «mejor solista vocal masculino». Actuó en diversos festivales folclóricos y nacionales y obtuvo su mayor premio en 1989, con el premio Consagración, que ganó en el Festival de Cosquín.En abril de 1989 junto a Humberto Falcón crearon "La Trova chaqueña".-
Pocos meses después falleció en un trágico accidente sobre la costanera de la localidad correntina de Bella Vista, cuando el colectivo que lo transportaba junto a otros músicos se desbarrancó sobre el río Paraná, perdiendo la vida junto a él los músicos Ceferino "Chango" Paniagua, Daniel "Yacaré" Aguirre, Miguel Ángel "Michel" Sheridan, Joaquín "Gringo" Sheridan y su percusionista Johnny Behr. Por su parte, de esta tragedia sobrevivirían  Ricardo “Tito” Gómez (posteriormente, autor de un libro que reflejaba este hecho), Oscar “Cacho” Espíndola, Ricardo Scófano y el bailarín César "Puchi" González (quien por una fatalidad del destino acompañó a sus amigos fallecidos en el Paraná exactamente un año después, fulminado por un rayo). Su cuerpo fue encontrado nueve días después a dicha tragedia, luego de que el día anterior se congregara una importante marcha sobre el Puente General Belgrano, conocida como "La caravana de las flores", donde familiares, amigos y cientos de fanáticos se reunirían a orar y a realizar ofrendas florales por la aparición de Zitto. Tras haberse encontrado sus restos, los mismos fueron velados en el anfiteatro cubierto denominado "Domo del Centenario" de la Ciudad de Resistencia, donde se le realizaron enormes exequias. Sus restos descansan actualmente en el Panteón familiar del Cementerio San Francisco Solano de la capital chaqueña. Por su parte y como homenaje a su desaparición, junto a los demás artistas que perdieran la vida en dicho accidente, todos los 8 de septiembre las comunidades de Resistencia y Bella Vista recuerdan aquel trágico hecho, que marcaría la historia cultural de las provincias del Chaco y Corrientes y del chamamé en particular.

## Homenajes
- En 1997 el párroco y recitador Julián Zini (letra) junto con cantautor Mario Bofill (melodía), compusieron el tema Flores del alma, el cual fue interpretado por Santiago "Bocha" Sheridan junto con los músicos Pocholo Airé y Pelusa Canteros, a modo de homenaje a sus amigos y hermanos un tema folclórico.[7] En el 2020 El Grupo Esperanza, interpretó el tema homónimo del "Chango", por el nuevo aniversario del Fallecimiento de nuestros queridos chamameceros.
- El auditorio más importante de su ciudad natal, en su honor fue nombrado Domo del Centenario «Zitto Segovia».[8]
- La Legislatura chaqueña instauró el 8 de septiembre (cuando se recuerda su fallecimiento) como Día del Cantautor Chaqueño.[9]
- Por iniciativa del locutor radial Manolo Bordón, amigo de los fallecidos Zitto Segovia y Johnny Behr, cada 8 de septiembre se honra la memoria de los cantantes con la realización de dos fogones en la Plaza España de la Ciudad de Resistencia. Tras el fallecimiento de Bordón, el 8 de julio de 2014, sus familiares y amigos más los familiares de Zitto Segovia, decidieron agregar un fogón más, homenajeando también al fallecido locutor y como símbolo del reencuentro de las almas de los tres amigos.[10]

## Legado
En la actualidad, su hijo Lucas Segovia abrazó la vocación artística de su padre, convirtiéndose también en músico, militante de la causa popular y volcando su ideología en sus canciones. Por su parte, su hija Celeste Luz Marina, se convirtió en abogada y militante política del Partido Justicialista de la Provincia del Chaco, llegando a presentarse como candidata y posteriormente consagrándose como Diputada Provincial por dicho partido, en las elecciones provinciales del año 2013, teniendo mandato hasta el año 2017.